# Теа Денолюбова
Теа Денолюбова е съвременна българска писателка.

## Биография
Родена е във Варна, завършва Първа езикова гимназия в родния си град, а след това Art direction и реклама в Istituto Europeo di Design в Милано. Към ноември 2019 Теа Денолюбова е главен редактор на сайта за култура и изкуство „АртАкция“. Един от организаторите на фестивала за писане за сцена и екран „From Page to Stage“ във Варна. Брат ѝ е актьорът Стефан Денолюбов.

## Творчество
- „Боян“ (2012, ИК Сиела, 978-954-28-1137-4)
- „Сложи ме на пауза“ (2012, ИК Сиела, 978-954-28-0801-5)
- „Моята булчинска рокля“ (автор в сборника, ИК Колибри, 978-619-02-0744-3)
- „Бащите не си отиват“ (автор в сборника, ИК ICU)